# Ономаст
Ономаст (*Ὀνόμαστος, д/н —після 688 до н. е.) — давньогрецький атлет, перший переможець античних Олімпійських ігор з кулачного бою.

## Життєпис
Був громадянином іонійського міста Смірна. Відповідно за переказами Павсанія та Філострата Афінського був автором правил проведення змагань з кулачного бою, які начебто отримав від міфічного героя Геракла. Спочатку поширював кулачний бій серед мешканців рідного міста, а потім інших міст-держав Іонії. Зрештою кулачний бій завдяки Ономасту став доволі популярним.
Тоді Ономаст прибув до Еліди, де переконав арбітрів Олімпіади включити кулачний бій до переліку змагань. Ономаст став першим переможцем з цього виду змагань на 23 (688 рік до н.е.) Олімпійських іграх. 